# Uropeltis ruhunae
Uropeltis ruhunae är en ormart som beskrevs av Deraniyagala 1954. Uropeltis ruhunae ingår i släktet Uropeltis och familjen sköldsvansormar. Inga underarter finns listade i Catalogue of Life.
The Reptile Database och IUCN listar populationen som synonym till Uropeltis woodmasoni.